# Tchelovek s kinoapparatom
Человек с киноаппаратом (transl. Tchelovek s kinoapparatom; no Brasil, O Homem da Câmera ou Um Homem com uma Câmera; em Portugal : Homem com uma máquina de filmar) é um filme documentário soviético de 1929.
Em 2012 foi eleito pela revista cinematográfica britânica Sight & Sound como o oitavo melhor filme de todos os tempos.

## Sinopse
O filme documenta a vida dos habitantes de uma cidade através do olho de uma câmera. Seus atores são as máquinas e as pessoas da cidade, fotografadas em todos os tipos de situações com a câmera seguindo todos os seus movimentos. Considerado por muitos como o precursor dos documentários, já que o chamado cinema direto foi fortemente influenciado por Vertov.